# Diastata vagans
Diastata vagans är en tvåvingeart som beskrevs av Friedrich Hermann Loew 1864. Diastata vagans ingår i släktet Diastata och familjen sumpskogsflugor. Arten är reproducerande i Sverige. Inga underarter finns listade i Catalogue of Life.